# 山田忠治
山田 忠治（やまだ ちゅうじ、1883年〈明治16年〉11月11日 - 1971年〈昭和46年〉7月7日）は、日本の海軍軍人。海軍航空草創期の搭乗員の一人で、第一次世界大戦においては日本初の航空作戦に携わった。最終階級は海軍少将。

## 経歴
愛知県に生まれる。海南中学校を経て明治38年（1905年）11月海軍兵学校（33期）を卒業、明治39年（1906年）12月20日海軍少尉任官。
海軍大学校乙種学生を経て大尉任官後の1912年（明治45年）6月26日に海軍航空術研究委員に任ぜられた。7月に渡米して飛行免状を取得し、帰国後は同委員会練習将校の指導に当たった。
1913年（大正2年）6月24日に水上機による世界高度記録（2,500m）を達成したとされる。1914年（大正3年）の青島攻囲戦では水上機母艦若宮飛行隊に所属し、戦功により功五級金鵄勲章を授与された。
以降、若宮航海長

、横須賀海軍航空隊飛行機隊長兼教官

などを務めたが、肺尖カタルを患い1921年（大正10年）7月26日

-
1923年（大正12年）4月19日

の間休職した。復職後は
佐世保海軍航空隊副長

、大村航空隊司令
、海軍省教育局局員

、航空本部教育部員
、霞ヶ浦海軍航空隊副長兼教頭

、横須賀海軍航空隊司令

、海軍航空廠飛行実験部長

などを歴任し、1934年（昭和9年）11月少将に進級

。1936年（昭和11年）末に軍令部出仕

を経て待命

となり予備役に編入された。

### 米国研修
1912年（明治45年）7月、海軍航空術研究委員の購入委員として河野三吉大尉・中島知久平機関大尉と共に渡米した。河野・山田両大尉は主に操縦の、中島機関大尉は機体製作・整備の研究を命ぜられていた。
当初の計画はカーチス・エアロプレーン・アンド・モーター・カンパニーに発注した機体〔カーチス・モデルE〕2機の製造の間にカーチス飛行学校で操縦等を学ぶというものだった。
三人は大使館附武官竹内重利海軍大佐や同飛行学校卒業生である近藤元久の助力を得て受講を開始したが、このうち河野大尉は11月12日に行われることになった観艦式での飛行を命ぜられ、水上機の操縦のみを履修し飛行免状は取得せずに購入した機体と共に急ぎ帰国した。残る二人は陸上機課程をも修め、アメリカ飛行クラブ発行の万国飛行免状を取得した。
近藤元久が10月6日にハモンズポートで事故死した際は、現地に在った山田大尉が葬儀ほかをとり行った。
中島機関大尉は11月12日に卒業試験を受けた後、12月2日に帰国した。山田大尉はさらに残留して飛行経験を積んだ後、12月1日に受験し、免状No. 194（1913年1月8日付）
を取得した。
12月24日に帰国した後は教官として海軍航空術研究委員会練習将校の錬成に当たった。また日本海軍式水上機の試験飛行にも携わった。

### 高度記録飛行
東京朝日新聞によれば、記録の更新を目的として1914年（大正3年）6月24日9時3分に追浜海軍飛行場を離水、1時間15分後に高度2,500mに達したところで機体の異常振動とエンジン不調のため上昇を中止し、1,800mまで降下したところで一時機体制御不能となったが立て直し、滑空の後着水した。使用機は横須賀工廠長浦造兵部製ファルマン式7号機〔70馬力〕、同乗者なし、燃料搭載量75リットル。破ったとされる記録は「獨逸エフビーエー式〔FBA Type A？〕の二千三百米突佛のユーモール式（同乗一名三百九十瓦〔ママ〕重量搭載）千九百米突」。
なおこの記録は1915年（大正4年）2月22日に馬越喜七海軍中尉によって破られた。使用機は長浦造船部が新造したフ式〔ファルマン式〕70馬力（発動機はカーチス式）、同乗者1名、燃料搭載量130リットル、上昇時間は1時間15分であった。

### 青島攻囲戦
青島攻囲戦においては、水上機母艦若宮の戦時日誌に航空報が残る飛行50回
のうち17回に搭乗し、うち16回で操縦を担当したまた現地修理・組立機の試験飛行も担当した。
顕著な活動としては以下のものがある。
- 初の航空対艦攻撃戦果（航空報第6号の乙「第二号飛行機偵察報告」（9月16日付）[62]）：水雷艇S90を目標に投弾した7発中の1発が付近の敷設艇に命中し損害を与えた。
- 初の迎撃戦闘（航空報第19号「第二号飛行機追撃報告」（10月13日付）[63]）：敵機発見の報を受けて離陸したが接敵に至らず。
- 初の弾着観測（航空報第20号の甲「第二号飛行機青島攻撃偵察報告」10月14日付[64]）：海防艦周防・丹後による灰泉角（会前岬）砲台を目標とした艦砲射撃の弾着を観測した。

### 予科練
霞ヶ浦海軍航空隊副長兼教頭（
1928年（昭和3年）12月10日

-
1930年（昭和5年）11月30日

）在任時に少年飛行兵養成について航空本部に上申し、これが容れられて後の予科練創設につながったとの説がある。

### 晩年
1946年（昭和21年）以降、郷里の鷲塚で農業に携わった。1963年（昭和38年）12月に病に倒れ、1971年（昭和46年）に死去した。

## 栄典

### 位階
- 1907年（明治40年）2月12日 - 正八位[68][69]
- 1907年（明治40年）12月1日 - 従七位[68]
- 1912年（明治45年）2月10日 - 正七位[70]
- 1917年（大正6年）2月28日 - 従六位[71][72]
- 1924年（大正13年）1月21日 - 正六位[23][73]
- 1927年（昭和4年）3月15日 - 従五位[8]
- 1934年（昭和9年）5月1日 - 正五位[8]
- 1937年（昭和12年）年1月21日 - 正四位[74]

### 勲章
- 1915年（大正4年）11月7日 - 功五級金鵄勲章・勲五等旭日章・大正三四年従軍記章[19][75]
- 1920年（大正9年）11月1日 - 勲四等瑞宝章[76]・大正三年乃至九年戦役従軍記章[23]
- 1928年（昭和3年）11月16日 - 大礼記念章[8]
- 1931年（昭和6年）5月14日 - 勲三等瑞宝章[8]
- 1934年（昭和9年）4月29日 - 昭和六年乃至九年事変従軍記章[8]

## 家族
- 山田忠男: 海兵65期、終戦時少佐[77] 。
- 公家吉男: 忠治の海南中ー海軍兵学校以来の友人であった公家種次〔海軍兵学校（33期）、工作艦朝日艦長ほか[78]〕の養子となる。海兵70期、台湾沖航空戦に天山で出撃し戦死[79] 。戦没（1944年（昭和19年）10月14日）時少佐[11]。